# Диди-Чкони
Диди-Чкони (груз. დიდი ჭყონი) — село в Грузии, на территории Мартвильского муниципалитета края (мхаре) Самегрело-Верхняя Сванетия.

## География
Село находится в западной части Грузии, на правом берегу реки Техури, на расстоянии приблизительно 7 километров (по прямой) к северо-западу от города Мартвили, административного центра муниципалитета. Абсолютная высота — 261 метр над уровнем моря.

## Население
По результатам официальной переписи населения 2014 года в Диди-Чкони проживало 1454 человека (696 мужчин и 758 женщин). В национальной структуре населения грузины составляли 99,9 %.
| Год  | Население, человек |
| ---- | ------------------ |
| 2002 | 774                |
| 2014 | ↗ 1454             |